# Emma Fattorini
Emma Fattorini (ur. 13 maja 1952 w Cervii) – włoska pisarka i historyk, specjalizująca się w historii Kościoła katolickiego i etyce, a także profesor uniwersytecki i senator.

## Życiorys
Studia z zakresu filozofii moralnej ukończyła na Uniwersytecie we Florencji. Kształciła się następnie na Wolnym Uniwersytecie Berlina. Zajęła się pracą akademicką, wykładała m.in. na Uniwersytecie w Bari. W 2000 objęła stanowisko profesora na Uniwersytecie Rzymskim – La Sapienza.
Zajmowała się zagadnieniami religijności społeczeństwa postmodernistycznego i kultu maryjnego. Prowadziła badania naukowe na podstawie dokumentów udostępnionych z Tajnych Archiwów Watykanu, m.in. jako jeden z pierwszych naukowców miała dostęp do raportów wysyłanych przez Eugenia Pacellego z czasów jego nuncjatury w Niemczech. W oparciu o materiały z watykańskich archiwów przygotowała też publikację Pio XI, Hitler e Mussolini, poświęconą stanowisku Watykanu wobec ówczesnych totalitaryzmów. Emma Fattorini publikowała także w prasie codziennej, pisała m.in. dla „Corriere della Sera” i „Il Sole 24 Ore”. Została powołana w skład krajowego komitetu ds. bioetyki
W 2013 została kandydatką Partii Demokratycznej do Senatu w wyborach parlamentarnych, uzyskała mandat senatora XVII kadencji, który wykonywała do 2018. Kilka lat później została wiceprzewodniczącą partii Azione.

## Wybrane publikacje
- Germania e Santa Sede, il Mulino, Bolonia 1992
- I cattolici tedeschi: dall'intransigenza alla modernita, 1870–1953, Morcelliana, Brescia 1997
- Il culto mariano, Franco Angeli, Mediolan 1999
- Pio XI, Hitler e Mussolini, Einaudi, Turyn 2007